# Liste de journaux en Slovénie
Cet article présente une liste non exhaustive de journaux slovènes.

## Quotidiens
- Delo
- Dnevnik (en)
- EkipaSN - Actualités sportives
- Finance
- Slovenske Novice
- Večer
- Svet24

## Presse régionale
- Primorske Novice - Région de Koper